# Northern Star (Schiff)
Die Northern Star war ein 1962 in Dienst gestelltes Passagierschiff der britischen Reederei Shaw, Savill & Albion Steamship Company. Bereits dreizehn Jahre später, 1975, wurde es ausgemustert und in Kaohsiung in Taiwan abgewrackt. 

## Geschichte
Die Northern Star wurde bei Vickers-Armstrongs in Newcastle gebaut und am 27. Juni 1961 vom Stapel gelassen. Sie stellte eine vergrößerte und modernere Version der 1955 in Dienst gestellten Southern Cross dar. Die Northern Star wurde am 26. Juni 1962 an die Shaw, Savill & Albion Steamship Company abgeliefert und am 10. Juli 1962 als neues Flaggschiff der Reederei auf der Strecke von Southampton nach Südafrika in Dienst gestellt.
Nach elf Jahren im Liniendienst wechselte die Northern Star 1973 ins Kreuzfahrtgeschäft, was sich jedoch nach nur einem Jahr als nicht rentabel erwies. Zudem hatte das Schiff häufiger technische Probleme. Aus diesem Grund wurde die Northern Star nach der Sommersaison 1975 ausgemustert und zum Verkauf angeboten. Da sich kein neuer Betreiber für das Schiff fand, beschloss die Reederei den Verkauf zum Abbruch. Am 12. Dezember 1975 traf die Northern Star bei Li Chong Steel & Iron Works Company in Kaohsiung ein, wo sie nach nur dreizehn Dienstjahren abgewrackt wurde.
Ihr sieben Jahre älteres und kleineres Vorgängerschiff Southern Cross blieb fast 50 Jahre im Dienst und wurde erst 2003 in Bangladesch abgewrackt.